# 熊谷賢一 (射撃選手)
熊谷 賢一（くまがい けんいち、1927年3月17日 - ）は、日本の射撃競技（クレー射撃）選手。1960年ローマオリンピックに出場した。

## 経歴
愛知県出身。早稲田大学中退。1960年ローマオリンピックには、日本クレー射撃協会所属（常任理事）としてクレー・ピジョン種目に参加、19位の成績を残した。